# Yécora/Iekora
Yécora/Iekora község Spanyolországban, Arabában. Lakosainak száma 265 fő (2024).

## Földrajza
Yécora/Iekora Oyón-Oion, Lanciego/Lantziego, Kripan és Lapoblación községekkel határos.

## Népesség
A település lakosságának változását az alábbi diagram mutatja:
| Lakosok száma | 270  | 266  | 286  | 305  | 287  | 258  | 269  | 268  | 266  | 265  |
|               | 2001 | 2004 | 2006 | 2009 | 2011 | 2014 | 2016 | 2019 | 2021 | 2024 |